# Division 1 1983/84
Die Division 1 1983/84 war die 46. Austragung der professionellen französischen Fußballliga. Meister wurden zum zweiten Mal nach 1950 die Girondins Bordeaux.
Erster Spieltag war der 20. Juli 1983, letzter Spieltag der 2. Mai 1984. Dieser frühe Saisonabschluss diente einer langen, ungestörten Vorbereitung auf die Europameisterschaftsendrunde in Frankreich sowie, etwas später, das olympische Fußballturnier. Da es zugleich dennoch eine vierwöchige Winterpause vom 19. Dezember bis 13. Januar gegeben hatte, wurden etliche „Englische Wochen“ erforderlich – vom Resultat beider Veranstaltungen her eine überaus lohnende Planung.

## Vereine
Teilnahmeberechtigt waren die Vereine, die die Vorsaison nicht schlechter als auf dem 17. Platz abgeschlossen hatten, dazu zwei direkte Aufsteiger aus der zweiten Division und der Gewinner der Relegationsrunde. Somit spielten in dieser Saison folgende Mannschaften um den Meistertitel:
- zwei Klubs aus dem äußersten Norden (OSC Lille, Racing Lens),
- zwei aus Paris beziehungsweise der Bourgogne (Paris Saint-Germain, AJ Auxerre),
- vier aus dem Nordosten (FC Metz, AS Nancy, Racing Strasbourg, FC Sochaux),
- fünf aus dem Nordwesten (FC Rouen, Aufsteiger Stade Rennes, Brest Armorique FC, Titelverteidiger FC Nantes, Stade Laval),
- zwei aus dem Südwesten (Girondins Bordeaux, FC Toulouse),
- vier aus dem Südosten (AS Saint-Étienne, Relegationssieger Olympique Nîmes, Aufsteiger Sporting Toulon, AS Monaco),
- einer aus Korsika (SEC Bastia).

## Saisonverlauf
Es galt die Zwei-Punkte-Regel; bei Punktgleichheit gaben die Tordifferenz und gegebenenfalls – wie zwischen Bastia und Laval – die höhere Zahl erzielter Treffer den Ausschlag für die Platzierung.
Vor dem Saisonauftakt war es bei zahlreichen Erstdivisionären zu besonders intensiven und kostenträchtigen Aktivitäten auf dem Transfermarkt gekommen. So verstärkte sich Bordeaux, das bereits in den vorangegangenen Jahren viel Geld in Neuverpflichtungen investiert hatte, mit drei weiteren französischen Nationalspielern (Battiston, Tusseau, Zénier); Monacos neuer Trainer Lucien Muller konnte vier Neue (Bravo, Genghini, Le Roux, Krause) in seine Wunschmannschaft einbauen. Aber auch die Aufsteiger gaben erhebliche Beträge aus, um sich mit namhaften oder besonders talentierten Spielern zu verstärken: Rennes holte Stopyra und Hiard, während für Toulon, das überhaupt erst 1981 in den professionellen Ligenbetrieb zurückgekehrt war, mit dem 35-jährigen Onnis der bis in die Gegenwart (2012) in Frankreich erfolgreichste Ligatorjäger aller Zeiten für Treffer sorgen sollte, wofür ihm Paganelli und Emon zur Seite gestellt wurden. Nicht nur Rennes musste allerdings die Erfahrung machen, dass Geld keine Tore schießt.
Bordeaux und Monaco lieferten sich über die gesamte Spielzeit hinweg ein Kopf-an-Kopf-Rennen an der Tabellenspitze, in das vor allem bis zur Jahresendunterbrechung auch Titelverteidiger Nantes, Paris und – sogar bis weit in die Rückrunde hinein – die Überraschungsmannschaft aus Auxerre einzugreifen vermochten. Dabei verschafften die Girondins sich einen ersten psychologischen Vorteil, als sie Ende Februar bei den heimstarken „Gelben“ aus Nantes die Punkte entführen konnten. Auch ihr 7:0-Kantersieg gegen Saint-Étienne hatte die fußballinteressierte Öffentlichkeit bereits aufhorchen lassen, und anschließend gewannen sie sechs Spiele in Folge, unterlagen dann aber bei den Monegassen mit 1:2. Die Entscheidung fiel am 36. Spieltag: Bordeaux gewann deutlich bei Verfolger Auxerre, während das insgesamt auswärts erfolgreichste Team aus Monaco in Toulouse nicht über ein Unentschieden hinauskam, was den Punktgleichstand beider Mannschaften zur Konsequenz hatte. Dies blieb bis zum Saisonende so – beide Kontrahenten holten vier Zähler aus den restlichen Begegnungen –, und das deutlich bessere Torverhältnis gab den Ausschlag zugunsten der Girondins. Damit endete für Bordeaux, 34 Jahre nach dem letzten Titelgewinn, eine lange Durststrecke, in der es fünf Mal lediglich zur Vizemeisterschaft gereicht hatte; zugleich begann damit die erfolgreichste Periode der Vereinsgeschichte.
Am Tabellenende wussten Nîmes und Rennes schon im April, dass sie nach nur einer Spielzeit in die Division 2 zurückkehren mussten; ihre Plätze nahmen in der folgenden Saison Olympique Marseille und der FC Tours ein. Dagegen entschied sich erst am letzten Spieltag, dass Saint-Étienne in den Barrages um den Klassenerhalt würde kämpfen müssen – und darin hatte der französische Rekordmeister, nur drei Jahre nach seinem zehnten Titelgewinn, das Nachsehen. Vom Abstieg der „Grünen“ profitierte einer der traditionsreichsten Vereine Frankreichs: der Racing Club Paris, 1932 eines der Gründungsmitglieder der Liga, setzte sich mit 0:0 und 2:0 gegen Saint-Étienne durch und gehörte dadurch als zweiter Hauptstadtverein wieder dem „fußballerischen Oberhaus“ des Landes an.

## Abschlusstabelle
| Pl. | Verein                  | Sp. | S  | U  | N  | Tore    | Diff. | Punkte |
| --- | ----------------------- | --- | -- | -- | -- | ------- | ----- | ------ |
| 1.  | Girondins Bordeaux      | 38  | 23 | 8  | 7  | 072:330 | +39   | 54:22  |
| 2.  | AS Monaco               | 38  | 22 | 10 | 6  | 058:290 | +29   | 54:22  |
| 3.  | AJ Auxerre              | 38  | 21 | 7  | 10 | 059:330 | +26   | 49:27  |
| 4.  | Paris Saint-Germain (P) | 38  | 18 | 11 | 9  | 056:370 | +19   | 47:29  |
| 5.  | FC Toulouse             | 38  | 19 | 7  | 12 | 057:410 | +16   | 45:31  |
| 6.  | FC Nantes (M)           | 38  | 18 | 9  | 11 | 046:320 | +14   | 45:31  |
| 7.  | FC Sochaux              | 38  | 14 | 13 | 11 | 046:340 | +12   | 41:35  |
| 8.  | Racing Strasbourg       | 38  | 11 | 17 | 10 | 036:380 | −2    | 39:37  |
| 9.  | OSC Lille               | 38  | 13 | 11 | 14 | 049:490 | ±0    | 37:39  |
| 10. | SEC Bastia              | 38  | 14 | 8  | 16 | 036:430 | −7    | 36:40  |
| 11. | Stade Laval             | 38  | 12 | 12 | 14 | 029:360 | −7    | 36:40  |
| 12. | FC Metz                 | 38  | 13 | 9  | 16 | 049:530 | −4    | 35:41  |
| 13. | Racing Lens             | 38  | 14 | 7  | 17 | 057:660 | −9    | 35:41  |
| 14. | FC Rouen                | 38  | 13 | 8  | 17 | 042:400 | +2    | 34:42  |
| 15. | AS Nancy                | 38  | 10 | 12 | 16 | 038:530 | −15   | 32:44  |
| 16. | Sporting Toulon (N)     | 38  | 12 | 8  | 18 | 039:600 | −21   | 32:44  |
| 17. | Brest Armorique FC      | 38  | 9  | 13 | 16 | 036:470 | −11   | 31:45  |
| 18. | AS Saint-Étienne        | 38  | 11 | 8  | 19 | 031:520 | −21   | 30:46  |
| 19. | Olympique Nîmes (N, R)  | 38  | 6  | 13 | 19 | 036:700 | −34   | 25:51  |
| 20. | Stade Rennes (N)        | 38  | 8  | 7  | 23 | 039:650 | −26   | 23:53  |

Platzierungskriterien: 1. Punkte – 2. Tordifferenz – 3. geschossene Tore

| (M) | amtierender französischer Meister        |
| (P) | amtierender französischer Pokalsieger    |
| (N) | Neuaufsteiger aus der Division 2 1982/83 |
| (R) | Relegationssieger                        |

## Kreuztabelle
|                     | AJ Aux | SEC Bas | Gi. Bor | AFC Bre | St. Lav | RC Len | OSC Lil | FC Met | AS Mon | AS Ncy | FC Nts | Ol. Nîm | SG Par | St. Ren | FC Rou | AS StÉ | FC Soc | RC Str | SC Tln | FC Tls |
| AJ Auxerre          |        | 3:1     | 1:4     | 5:0     | 3:0     | 4:0    | 2:0     | 6:1    | 0:0    | 4:0    | 1:0    | 0:0     | 1:2    | 1:0     | 1:0    | 1:0    | 2:0    | 3:0    | 1:1    | 1:1    |
| SEC Bastia          | 1:0    |         | 1:3     | 2:1     | 3:0     | 2:2    | 1:0     | 1:0    | 0:1    | 0:1    | 1:0    | 1:1     | 1:1    | 2:1     | 0:0    | 2:1    | 0:2    | 4:2    | 1:0    | 3:2    |
| Girondins Bordeaux  | 4:1    | 2:1     |         | 1:1     | 0:0     | 3:2    | 5:2     | 1:1    | 0:2    | 2:1    | 1:0    | 4:0     | 2:1    | 4:1     | 3:1    | 7:0    | 3:0    | 2:0    | 1:0    | 0:0    |
| Brest Armorique FC  | 2:0    | 3:0     | 0:0     |         | 1:0     | 2:1    | 1:1     | 0:2    | 0:1    | 1:1    | 0:1    | 2:0     | 2:2    | 1:1     | 1:0    | 3:2    | 0:0    | 0:0    | 5:2    | 0:1    |
| Stade Laval         | 1:0    | 1:0     | 0:1     | 2:1     |         | 3:0    | 3:1     | 1:0    | 2:0    | 1:1    | 0:1    | 1:0     | 2:0    | 2:0     | 0:0    | 1:1    | 1:1    | 1:1    | 0:2    | 1:0    |
| Racing Lens         | 1:3    | 1:0     | 3:1     | 3:2     | 2:1     |        | 4:2     | 3:2    | 3:1    | 3:1    | 2:2    | 0:0     | 0:3    | 0:1     | 4:2    | 2:1    | 1:0    | 2:2    | 5:1    | 0:1    |
| OSC Lille           | 1:2    | 0:0     | 1:1     | 2:1     | 1:0     | 3:1    |         | 2:0    | 1:1    | 2:0    | 2:0    | 1:0     | 1:0    | 2:0     | 0:1    | 1:1    | 1:2    | 1:1    | 4:2    | 0:0    |
| FC Metz             | 1:2    | 1:0     | 0:0     | 1:0     | 0:0     | 3:0    | 1:0     |        | 0:4    | 1:2    | 2:1    | 2:1     | 1:1    | 6:0     | 1:1    | 1:0    | 3:1    | 1:1    | 2:0    | 1:3    |
| AS Monaco           | 0:1    | 1:0     | 2:1     | 2:0     | 3:0     | 3:1    | 1:1     | 2:2    |        | 1:1    | 3:0    | 5:1     | 0:1    | 3:2     | 1:0    | 3:1    | 1:1    | 1:0    | 1:0    | 2:3    |
| AS Nancy            | 0:1    | 1:3     | 0:2     | 1:1     | 0:0     | 2:0    | 1:2     | 2:1    | 1:1    |        | 0:1    | 2:1     | 1:2    | 1:3     | 2:0    | 2:0    | 0:0    | 3:2    | 2:2    | 2:0    |
| FC Nantes           | 1:2    | 1:0     | 0:1     | 4:0     | 3:1     | 0:0    | 2:1     | 2:1    | 0:0    | 2:1    |        | 4:0     | 3:1    | 3:1     | 3:0    | 1:0    | 1:1    | 1:1    | 1:0    | 3:1    |
| Olympique Nîmes     | 1:1    | 0:0     | 1:2     | 2:2     | 3:0     | 2:1    | 2:2     | 3:7    | 1:2    | 1:1    | 1:0    |         | 1:1    | 1:1     | 2:1    | 1:1    | 2:2    | 0:3    | 1:0    | 3:0    |
| Paris Saint-Germain | 1:2    | 1:0     | 2:1     | 1:1     | 0:0     | 3:0    | 4:5     | 2:0    | 0:1    | 1:1    | 0:0    | 0:0     |        | 3:2     | 2:0    | 3:1    | 3:1    | 2:0    | 5:1    | 1:0    |
| Stade Rennes        | 1:3    | 4:1     | 0:2     | 1:1     | 1:1     | 1:1    | 0:0     | 1:2    | 1:2    | 2:1    | 1:2    | 2:1     | 0:1    |         | 2:1    | 1:2    | 0:1    | 3:0    | 1:2    | 1:5    |
| FC Rouen            | 2:0    | 1:2     | 1:0     | 0:1     | 2:0     | 0:2    | 3:1     | 3:0    | 1:0    | 7:1    | 2:0    | 3:0     | 0:1    | 1:0     |        | 1:1    | 1:0    | 2:2    | 1:1    | 3:1    |
| AS Saint-Étienne    | 0:0    | 0:2     | 0:2     | 1:0     | 1:0     | 0:4    | 2:0     | 2:2    | 0:1    | 1:0    | 0:0    | 3:1     | 2:3    | 1:0     | 1:0    |        | 1:0    | 0:1    | 1:0    | 0:1    |
| FC Sochaux          | 3:0    | 2:0     | 3:1     | 2:0     | 0:1     | 2:2    | 1:0     | 2:0    | 1:1    | 0:1    | 0:1    | 4:1     | 2:1    | 1:0     | 1:1    | 1:1    |        | 0:0    | 8:2    | 1:0    |
| Racing Strasbourg   | 2:1    | 0:0     | 2:2     | 1:0     | 1:0     | 2:1    | 1:1     | 0:0    | 0:1    | 1:1    | 0:0    | 1:0     | 0:0    | 1:1     | 0:0    | 2:0    | 0:0    |        | 2:0    | 1:3    |
| Sporting Toulon     | 1:0    | 1:0     | 1:0     | 0:0     | 2:2     | 3:0    | 0:3     | 0:0    | 1:3    | 0:0    | 1:1    | 3:1     | 1:0    | 0:1     | 1:0    | 0:1    | 1:0    | 1:3    |        | 3:2    |
| FC Toulouse         | 0:2    | 4:0     | 1:3     | 1:0     | 0:0     | 2:0    | 2:1     | 3:1    | 1:1    | 1:0    | 3:1    | 5:0     | 1:1    | 3:1     | 2:0    | 2:1    | 0:0    | 1:0    | 1:3    |        |

## Relegation
|              | Gesamt |                  | Hinspiel | Rückspiel |
| ------------ | ------ | ---------------- | -------- | --------- |
| Racing Paris | 2:0    | AS Saint-Étienne | 0:0      | 2:0       |

## Meistermannschaft Girondins Bordeaux
| 1.                 | Girondins Bordeaux |
| Girondins Bordeaux | - Tor: Christian Delachet (38/-) - Abwehr: Patrick Battiston (36/3), Léonard Specht (35/1), Gernot Rohr (32/2), Raymond Domenech (22/1), Jean-Christophe Thouvenel (22/1), Marius Trésor (12/1) - Mittelfeld: Alain Giresse (34/16), Jean Tigana (32/1), René Girard (29/2), Antoine Martinez (24/2), Thierry Tusseau (24/2), Caspar Memering (10/1) - Sturm: Bernard Lacombe (35/18), Dieter Müller (28/14), Bernard Zénier (25/4), Michel Audrain (9/1), Hassan Hanini (3/1) - Trainer: Aimé Jacquet |

Dazu kam ein Eigentor.

## Erfolgreichste Torschützen
| Pl. | Spieler                  | Verein             | Tore |
| --- | ------------------------ | ------------------ | ---- |
| 1   | Patrice Garande          | AJ Auxerre         | 21   |
|     | Delio Onnis              | Sporting Toulon    | 21   |
| 3   | Andrzej Szarmach         | AJ Auxerre         | 20   |
| 4   | Philippe Anziani         | FC Sochaux         | 18   |
|     | Bernard Genghini         | AS Monaco          | 18   |
|     | Bernard Lacombe          | Girondins Bordeaux | 18   |
| 7   | François Brisson         | Racing Lens        | 16   |
|     | Alain Giresse            | Girondins Bordeaux | 16   |
| 9   | Zvonko Kurbos            | FC Metz            | 15   |
| 10  | Jean-François Beltramini | FC Rouen           | 14   |
|     | Dieter Müller            | Girondins Bordeaux | 14   |
| 12  | Vahid Halilhodžić        | FC Nantes          | 13   |
| 13  | Uwe Krause               | AS Monaco          | 12   |
|     | Dušan Savić              | OSC Lille          | 12   |
|     | Mirosław Tłokiński       | Racing Lens        | 12   |
| 16  | Patrick Cubaynes         | Olympique Nîmes    | 11   |
|     | Gérard Soler             | FC Toulouse        | 11   |